# Espadilla
Espadilla – gmina w Hiszpanii, w prowincji Castellón, we wspólnocie autonomicznej Walencja, o powierzchni 11,96 km². W 2011 roku liczyła 116 mieszkańców.